# Dypsis nossibensis
Dypsis nossibensis é uma espécie de angiospermas, da família Arecaceae.
Apenas pode ser encontrada no Madagáscar.
Está ameaçada por perda de habitat.